# Ellie Black
Elsabeth "Ellie" Black (Halifax, Nova Escòcia, Canadà, 8 de setembre de 1995) és una gimnasta artística canadenca, subcampiona del món el 2017 en el concurs complet individual. Ellie ha sigut tres vegades olímpica, participant en els Jocs Olímpics de Londres 2012, Rio 2016 i Tòquio 2020. És la medallista de plata del Món 2017 a l'exercici complet, la qual cosa la converteix en la primera gimnasta canadenca a guanyar una medalla mundial, i va liderar l'equip de gimnàstica femení canadenc a una medalla de bronze al campionat del Món de 2022, la primera medalla mundial per equip guanyada per un equip de gimnàstica canadenc. Black també és la campiona de l'exercici complet dels Jocs de la Commonwealth de 2018, dos cops campiona dels Jocs Panamericans (2015, 2019), i sis vegades campiona nacional del Canadà de l'exercici complet (2013-2015, 2017-2019). Als Jocs Olímpics de 2016, Black va acabar cinquena en l'exercici complet individual. Als Jocs Olímpics del 2020, Black va ocupar el quart lloc a la final de la barra d'equilibri, la posició més alta als Jocs Olímpics per a una gimnasta canadenca.

## Carrera esportiva

### Carrera júnior

#### 2009
Al desembre, Black va competir a Elite Canada a Oakville, Ontario. Va quedar desena a l'exercici complet amb una puntuació de 49.35 i tercera a salt sobre cavall amb una puntuació de 12.925.

#### 2010
El maig, Black va competir al campionat canadenc a Kamloops. Va quedar catorzena a la final amb una puntuació total de 50.300. A les finales per aparells, va cabar tercera en salt amb una puntuació de 13.950 i primera a la barra d'equilibri amb 14.500.
Al desembre, Black va competir a Elite Canada a Gatineau. Es va situar catorzena en la classificació general amb una puntuació de 48.950, segona en salt amb 13.600, quarta a la barra d'equilibri amb 12.950 i vuitena a l'exercici de terra amb 12.450.

### Carrera sènior

#### 2012
Al febrer, Black va competir a Elite Canada a Mississauga. Va quedar novena en la classificació general amb una puntuació de 52.350. A les finals d'aparells, Black va quedar primera al salt sobre cavall amb 14.750, tercera a la barra d'equilibri amb 13.550 i setena a l'exercici de terra amb una puntuació de 12.600.
A l'abril, Black va participar en la 2a Trobada de Gimnàstica Artística a San Bernardo, Brasil, amb gimnastes del Brasil, el Canadà i Corea del Sud. Va guanyar tant la final de salt com la de barra d'equilibri amb puntuacions de 13.988 i 14.600.
Més tard a l'abril, Black va competir a la Copa del Món de gimnàstica artística a Osijek, Croàcia. Va guanyar l'or a les finals de salt i terra amb 14.575 i 13.725, respectivament.
Al maig, Black va competir al campionat canadenc a Regina, Canadà. Va quedar tercera a totes les qualificacions però va caure al setè lloc de la final amb una puntuació de 53.600. A les finals d'aparells, Black va quedar primera al salt amb 14.475, setena a la barra d'equilibri amb 12.800, i tercera al terra amb 13.950.
A finals de juny, Black va ser una de les dotze gimnastes escollides per competir a la reunió de la Selecció Final Olímpica a Gatineau. En el primer dia de competició va quedar sisena en el conjunt amb una puntuació de 52.050. A partir de les seves actuacions aquí i al campionat canadenc, va ser seleccionada entre els cinc membres de l'equip Olímpic.
Al juliol, Black va competir als Jocs Olímpics d'estiu de 2012 a Londres. Va ajudar l'equip canadenc a classificar-se per a la final per equips per primera vegada a la història i individualment es va classificar per a la final de salt amb una puntuació de 14.366. A la final per equips, va aportar puntuacions de 15.233 al salt, 14.266 a la barra d'equilibri i 14.208 al terra per arribar al cinquè lloc de l'equip canadenc. A la final de la salt, Black es va lesionar el turmell esquerre en el seu primer salt després d'aterrar a quatre potes, rebent una puntuació de 0.000. Va intentar intentar fer el segon salt, però va decidir no fer-ho a causa de la lesió, quedant vuitena.
Després dels Jocs Olímpics, Black va declarar que continuaria competint. Ella va dir: «Estic molt motivada per continuar i seguir el camí que vaig començar el 2012. La meva primera prioritat és recuperar-me de la lesió. Aquest serà el focus durant els propers tres mesos més o menys. El meu objectiu és desenvolupar la meva gimnàstica en tot el potencial, i esperem fer més contribucions en nom de Nova Escòcia i el Canadà».

#### 2014
Als Jocs de la Commonwealth de 2014, Black va acabar quarta amb el seu equip, i quarta a l'exercici complet individual. A les finals d'aparells, Black va guanyar l'or a la barra, la plata al salt, bronze al terra, i va acabar quarta a les barres asimètriques.
També el 2014, va competir al Campionat del Món de gimnàstica artística de 2014 a Nanning, Xina. El seu equip va tenir un rendiment inferior a la fase de classificació, quedant en el 12è lloc, classificant-se per al següent Campionat del Món, però no va poder passar a la final per equips. Individualment, Black es va classificar per a les finals de l'exercici complet en catorzè lloc i la final de la barra d'equilibri en el cinquè. En l'exercici complet, va ocupar la 9a posició, la posició més alta de la història en una final mundial o olímpica per part d'una gimnasta canadenca, superant Victoria Moors, en el 10è lloc de l'any anterior; Black va acabar a només 0,001 punts per sota de la Jessica López de Veneçuela, vuitè lloc. A la final de la barra d'equilibri, Black va quedar setena després d'una caiguda en el seu gir complet.
El novembre de 2014, Black va viatjar a la Notts Gymnastics Academy per entrenar amb Becky Downie i la resta del seu programa d'elit.

#### 2015
El gener de 2015, Black va competir a la competició Elite Canada, guanyant el títol de la barra d'equilibri, que va ser la seva única prova. Black va competir a l'AT&T American Cup 2015 a Arlington (Texas) el 7 de març de 2015 i va ocupar el cinquè lloc amb una puntuació total de 56.132. Al maig, va guanyar el seu tercer títol nacional consecutiu amb una puntuació de 57.950.
Al juliol, va competir als Jocs Panamericans que van tenir lloc a Toronto. L'equip canadenc va guanyar una medalla de plata i Black es van classificar cinquena per a la final de l'exercici complet, així com per a les finals de salt, barra i terra. A la final de l'exercici complet, Black va guanyar la medalla d'or amb una puntuació de 58.150, convertint-se en la primera dona no estatunidenca a fer-ho des de 1983. Black va guanyar la medalla de bronze a la final de salt amb una puntuació mitjana de 14.087. El 15 de juliol, va guanyar dues medalles d'or més a les finals d'aparells. El primer or de la jornada va ser en la barra amb una puntuació de 15.050, un punt per davant de la medalla de plata, Megan Skaggs. La seva companya d'equip Victoria Woo va guanyar la medalla de bronze amb una puntuació de 13.650. El segon or de Black va ser al terra, on va obtenir 14.400.
El setembre de 2015, Gymnastics Canada va nomenar Black per al Campionats del Món juntament amb Isabela Onyshko, Brittany Rogers, Audrey Rousseau, Sydney Townsend i Victoria-Kayen Woo per competir a Glasgow. L'equip canadenc va tenir un bon rendiment a la ronda de classificació i es va classificar per a la final per equips en el setè lloc, assegurant-se una plaça completa per a l'equip als Jocs Olímpics. Black també es van classificar per a la final de l'exercici complet en quarta posició amb una puntuació de 57.299 i en tercera posició a la final de la barra d'equilibri amb un 14.600. A les finals per equips, va aportar puntuacions de 14.233 al terra, 15.100 al salt i 13.566 a la barra per ajudar a l'equip canadenc a acabar sisè, el seu millor resultat per equips en un campionat del món. Tot i que Black va ser una aspirant a guanyar una medalla individual (la seva puntuació classificatòria va ser inferior a 0,350 per darrere de la segona classificada més alta, Giulia Steingruber), va caure a la barra en el seu gir complet, però tot i així va establir un nou rècord de posició més alta per part d'un canadenc en acabar setena. A la final de barra, va tornar a caure en el seu gir complet i va acabar en setena posició per segon any consecutiu.

#### 2016
Black va ser escollida per representar Canadà als Jocs Olímpics a Rio de Janeiro. L'equip no va complir les expectatives i no es va classificar per a la final per equips, acabant en novè lloc a només 0,168 punts de l'equip neerlandès. Black tampoc no es van classificar per a la final de barra a causa d'una caiguda, però sí que es van classificar per a la final de l'exercici complet en el dotzè lloc amb una puntuació de 56.965 (la seva companya d'equip Onyshko es va classificar en novè lloc). A la final, Black vn oferir l'actuació de la seva vida, obtenint 14.500 en barres asimètriques, 14.566 en barra, 14.366 en terra i 14.866 en salt per acabar en la cinquena posició amb una puntuació de 58.298, més d'1.3 punts millor que la seva puntuació classificatòria, per darrere de les estatunidenques Simone Biles i Aly Raisman, la russa Aliya Mustafina i la xinesa Shang Chunsong, i a menys de quatre dècimes de la medallista de bronze Mustafina. Aquest va ser un resultat històric com a posició més alta per a una gimnasta canadenca a la prova general femenina als Jocs Olímpics.

#### 2017
Black va patir una lesió a principis del 2017, fet que va fer que no competís a la competició anual Elite Canada al febrer. La seva primera competició de tornada va ser a la Copa del Món de Koper, Eslovènia, on va quedar quarta al salt, segona a barres asimètriques, segona a barra d'equilibri i segona al terra.
Al maig, Black va guanyar el seu quart títol nacional al Campionat Nacional de Gimnàstica del Canadà. Més tard, Black va ser nomenada per a l'equip del Campionat del Món i de les Universíades d'estiu. També va guanyar el títol nacional a l'exercici de terra, va ser la subcampiona de salt darrere de Shallon Olsen i a la barra darrere d'Isabela Onyshko, i es va col·locar sisena en barres asimètriques.
A la Universíada d'estiu, Black va liderar l'equip canadenc a la medalla de plata darrere de Rússia en registrar la puntuació més alta entre tots els competidors a la final per equips. Individualment, va guanyar el bronze a la final per darrere de la romanesa Larisa Iordache i la japonesa Asuka Teramoto. Va empatar amb Iordache a la barra i amb Teramoto al salt per les puntuacions més altes en aquells esdeveniments durant la final. A les finals d'aparells, va guanyar l'or a la barra i el bronze a les barres asimètriques i va quedar quarta al salt i el terra.
Al Campionat del Món Black es va classificar per a la final de l'exercici complet en tercer lloc, la final de salt setena i la final de barra d'equilibri en quarta posició. Originalment era reserva per a la final de l'exercici de terra, però es va posar com a reemplaçament de l'estatunidenca lesionada Ragan Smith. Black va fer història a la final de l'exercici complet en convertir-se en el primer canadenc a guanyar una medalla en aquest exercici en un Campionat del Món, guanyant la medalla de plata, a tan sols 0.101 darrere de l'estatunidenca Morgan Hurd. Durant la final, Black va registrar la tercera puntuació més alta al salt, la cinquena en barres asimètriques, la tercera a la barra d'equilibri i la vuitena en l'exercici de terra. Va ser la primera canadenca en 11 anys i només la segona canadenca a guanyar una medalla en qualsevol esdeveniment al Campionat del Món. Durant les finals d'aparells, Black es va situar quarta al salt (on va registrar la puntuació d'execució més alta), vuitena a la barra d'equilibri després d'una caiguda i setena a l'exercici de terra després d'una deducció per sortir-se dels límits.

#### 2018
Al febrer, Black va ser nomenada a l'equip per competir als Jocs de la Commonwealth de 2018 juntament amb Shallon Olsen, Isabela Onyshko, Brittany Rogers i Rose-Kaying Woo. Allà va ajudar el Canadà a guanyar l'or per primera vegada des dels Jocs de la Commonwealth de 1990 per davant d'Anglaterra a la final per equips. Individualment va guanyar l'or a l'exercici complet per davant de Georgia Godwin d'Austràlia i Alice Kinsella d'Anglaterra. També va guanyar la plata al salt, darrere d'Olsen, i va quedar sisena a la barra d'equilibri i quarta a l'exercici de terra.
Al maig, Black va competir al campionat canadenc on va guanyar l'or en l'exercici complet. Al setembre, Black va competir a la Paris Challenge Cup on va guanyar la plata al salt darrere de l'Oksana Chusovitina d'Uzbekistan, el bronze a les barres asimètriques darrere de Juliette Bossu de França i Jonna Adlerteg de Suècia, l'or a la barra d'equilibri i la plata a l'exercici de terra darrere de Mélanie de Jesus dos Santos de França.
Black va ser nomenat a l'equip per competir al Campionat del Món de 2018 al costat de Brooklyn Moors, Ana Padurariu, Shallon Olsen i Laurie Dénommée (que va ser substituïda per Sophie Marois). Allà, Black va ajudar el Canadà a quedar quartes a la final per equips darrere dels Estats Units, Rússia i la Xina. Individualment Black va col·locar-se en dotzè lloc en l'exercici complet, setena en salt i cinquena en barra d'equilibri.

#### 2019
Black va començar 2019 competint a l'Elite Canada on va acabar segona a l'exercici complet darrere Ana Padurariu. Va guanyar l'or al salt, la plata a les barres asimètriques i la barra d'equilibri, una vegada més darrere de Padurariu, i el bronze a l'exercici de terra darrere de Padurariu i Victoria-Kayen Woo. Al març, Black va competir a la Copa americana on va empatar al bronze al costat de la medalla de plata del Món de 2018, Mai Murakami, perdent davant les estatunidenques Leanne Wong i Grace McCallum. El mes següent, Black va competir a la Copa del Món de Tòquio on va guanyar la plata darrere de l'estatunidenca Morgan Hurd.
Al maig, Black va competir al campionat nacional canadencs. Després de la primera jornada de competició anava segona, per darrere de Padurariu. No obstant això, després que Padurariu caigués en el segon dia de la competició, Black van poder guanyar l'or i va aconseguir el seu sisè títol de campionat nacional. A més, va guanyar l'or a l'exercici de terra, la plata a les barres asimètriques darrere de Padurariu i el bronze a la barra d'equilibri darrere de Brooklyn Moors i Padurariu.
Al juny, Black va ser nomenada a l'equip per competir als Jocs Panamericans de 2019 al costat de Padurariu (més tard substituïda per Isabela Onyshko), Moors, Shallon Olsen i Victoria-Kayen Woo. Allà va ajudar a l'equip Canadà a obtenir el segon lloc a la final per equips. A la final de l'exercici complet Black va poder defensar el seu títol i va guanyar l'or per davant Riley McCusker dels Estats Units i Flávia Saraiva del Brasil. El primer dia de les finals d'aparells, Black va guanyar l'or al salt per davant de Yesenia Ferrera de Cuba i la seva companya d'equip Olsen i va guanyar el bronze a barres asimètriques darrere de les estatunidenques McCusker i Leanne Wong convertint-se en la gimnasta més condecorada del Canadà als Panamedicans, amb nou medalles en la seva carrera. Les seves cinc medalles d'or en la seva carrera també són un rècord panamerican canadenc. L'endemà va guanyar la medalla de plata en barra d'equilibri per darrere d'Eaker i per davant de McCusker i va acabar quarta al terra darrere de Moors, Eaker i Saraiva. Després de guanyar cinc medalles, incloses dues d'or, va ser honrada com a abanderada del Canadà per a la cerimònia de clausura dels Jocs.
El 4 de setembre, Black va ser nomenada a l'equip per competir al Campionat del Món de 2019 a Stuttgart, Alemanya al costat d'Ana Padurariu, Shallon Olsen, Brooklyn Moors i Victoria Woo. Durant les qualificacions, Black va ajudar el Canadà a ocupar el cinquè lloc, classificant així el Canadà com a equip per als Jocs Olímpics de 2020 a Tòquio. Individualment, es va classificar per a les finals de la barra d'equilibri i l'exercici complet. Black va competir en els quatre aparells durant la final per equips, ajudant el Canadà a quedar setè. Durant la final individual, Black va acabar en quart lloc darrere Simone Biles dels Estats Units, Tang Xijing de la Xina i Anguelina Mélnikova de Rússia amb una puntuació de 56.232, només 0.167 punts per darrere del tercer lloc. No obstant, mentre competia en salt, Black es va lesionar el turmell i va haver de retirar-se de la final de barra d'equilibri.

#### 2020
Al febrer, Black va fer el seu debut a la temporada a Elite Canada, on només va competir en barres asimètriqueçs i barra d'equilibri, on va quedar primera i quarta, respectivament. Més tard aquell mes es va anunciar que Black representaria Canadà a la Copa del Món de Tòquio que tindria lloc el 4 d'abril. Black va tornar a l'American Cup on va quedar cinquena. La Copa del Món de Tòquio es va cancel·lar més tard a causa de la pandèmia de la COVID-19 al Japó.

#### 2021
Black van competir a Elite Canada, que es va celebrar virtualment a causa de la pandèmia de COVID-19 al Canadà. Va acabar primera en l'exercici complet i en barra d'equilibri per davant de la sènior de primer any Ava Stewart. A continuació, Black va competir en dues proves tècniques on va acabar primera en totes dues. Va competir al campionat canadenc on va guanyar el seu setè títol de campionat nacional. A més, va acabar primera en barra d'equilibri i segona en salt, barres asimètriques i exercici de terra darrere de Shallon Olsen, Stewart i Brooklyn Moors respectivament. El 17 de juny Black va ser nomenada oficialment a l'equip olímpic de 2020 del Canadà juntament amb Ava Stewart, Shallon Olsen i Brooklyn Moors.

### 2022
Black va guanyar el títol a l'exercici complet individual a la competició virtual Elite Canada. Després va competir al Trofeu Ciutat de Jesolo on va ajudar el Canadà a acabar tercer darrere dels Estats Units i Itàlia. Individualment va guanyar el bronze al salt darrere de Coline Devillard i Asia D'Amato. Al setembre, Black va competir a la Copa del Món de París. Es va classificar per a les finals d'aparells de barres asimètriques i barra d'equilibri. Va guanyar el bronze a la barra d'equilibri darrere de Marine Boyer i Jade Carey i va acabar quarta en asimètriques.
Black va competir al campionat del món al costat de Laurie Denommée, Emma Spence, Sydney Turner i Danelle Pedrick. Va ajudar el Canadà a classificar-se per a la final per equips en el vuitè lloc i va classificar-se individualment per a les finals de l'exercici complet, salt i barra d'equilibri. Durant la final per equips, Black va competir amb els quatre aparells i va ajudar el Canadà a guanyar la medalla de bronze, la seva primera medalla per equip a un campionat del món. Aquesta medalla de bronze també va permetre al Canadà classificar un equip complet als Jocs Olímpics de 2024. Individualment va acabar cinquena a l'exercici complet amb una puntuació de 54,732. A les finals per aparells va acabar quarta al salt i va aconseguir la plata a la barra d'equilibri, darrere la japonesa Hazuki Watanabe.

## Història competitiva

### Júnior
| Any     | Esdeveniment              | Equip  | AA     | VT     | UB     | BB     | FX     |
| Junior  | Junior                    | Junior | Junior | Junior | Junior | Junior | Junior |
| ------- | ------------------------- | ------ | ------ | ------ | ------ | ------ | ------ |
| 2008    | Elite Canada              |        | 16     | 3      |        |        |        |
| 2009    | Elite Canada              |        | 10     | 3      |        |        |        |
| 2010    | Campionat canadenc        |        | 14     | 3      |        | 1      |        |
| 2010    | Elite Canada              |        | 14     | 2      |        | 4      | 8      |
| Senior  |                           |        |        |        |        |        |        |
| 2012    | Elite Canada              |        | 9      | 1      |        | 3      | 7      |
| 2012    | 2nd AG Meeting            |        |        | 1      |        | 1      |        |
| 2012    | Copa Mundial Osijek       |        |        | 1      |        |        | 1      |
| 2012    | International Gymnix      |        | 2      | 1      |        | 3      | 4      |
| 2012    | Campionat canadenc        |        | 7      | 1      |        | 7      | 3      |
| 2012    | Selecció olímpica final   |        | 6      |        |        |        |        |
| 2012    | Jocs Olímpics             | 5      |        | 8      |        |        |        |
| 2013    | Elite Canada              |        | 1      | 1      | 1      | 1      | 2      |
| 2013    | Copa del món de Tòquio    |        | 3      |        |        |        |        |
| 2013    | Copa del món de Ljubljana |        |        | 1      | 5      | 1      | 1      |
| 2013    | Campionat canadenc        |        | 1      | 3      |        | 1      | 2      |
| 2013    | Universíade               |        | 4      | 4      |        | 3      | 2      |
| 2013    | Mundial                   |        | 13     |        |        |        | 8      |
| 2014    | Elite Canada              |        | 3      |        | 2      | 1      |        |
| 2014    | International Gymnix      |        | 1      |        | 3      | 3      | 1      |
| 2014    | Pacific Rim               | 2      | 3      | 1      | 5      | 6      | 4      |
| 2014    | Campionat canadenc        |        | 1      |        | 1      |        |        |
| 2014    | Jocs de la Commonwealth   | 4      | 4      | 2      | 4      | 1      | 3      |
| 2014    | Mundial                   |        | 9      |        |        | 7      |        |
| 2014    | Stuttgart World Cup       |        | 7      |        |        |        |        |
| 2014    | Glasgow World Cup         |        | 2      |        |        |        |        |
| 2015    | Elite Canada              |        |        | 1      |        |        |        |
| 2015    | AT&T American Cup         |        | 5      |        |        |        |        |
| 2015    | Trofeu Ciutat deo Jesolo  | 3      | 12     | 3      |        | 7      | 4      |
| 2015    | Campionat canadenc        |        | 1      |        | 2      | 1      | 2      |
| 2015    | Jocs Panamericans         | 2      | 1      | 3      |        | 1      | 1      |
| 2015    | Mundial                   | 6      | 7      |        |        | 7      |        |
| 2016    | Elite Canada              |        | 3      | 2      | 4      | 2      | 2      |
| 2016    | AT&T American Cup         |        | 3      |        |        |        |        |
| 2016    | Campionat canadenc        |        | 2      | 3      | 11     | 2      | 1      |
| 2016    | Olympic Trials (Day 1)    |        | 1      | 1      | 3      | 3      | 1      |
| 2016    | Jocs Olímpics             | 9      | 5      |        |        |        |        |
| 2017    | Koper Challenge Cup       |        |        | 4      | 2      | 2      | 2      |
| 2017    | Campionat canadenc        |        | 1      | 2      | 6      | 2      | 1      |
| 2017    | Universíade               | 2      | 3      | 4      | 3      | 1      | 4      |
| 2017    | Mundial                   |        | 2      | 4      |        | 8      | 7      |
| 2017    | Toyota International      |        |        | 3      |        | 5      |        |
| 2018    | Elite Canada              |        |        |        | 7      |        |        |
| 2018    | Jocs de la Commonwealth   | 1      | 1      | 2      |        | 6      | 4      |
| 2018    | Campionat canadenc        |        | 1      | 3      | 1      | 1      | 2      |
| 2018    | Paris Challenge Cup       |        |        | 2      | 3      | 1      | 2      |
| 2018    | Mundial                   | 4      | 12     | 7      |        | 5      |        |
| 2019    | Elite Canada              |        | 2      | 1      | 2      | 2      | 3      |
| 2019    | American Cup              |        | 3      |        |        |        |        |
| 2019    | Tokyo World Cup           |        | 2      |        |        |        |        |
| 2019    | Campionat canadenc        |        | 1      |        | 2      | 3      | 1      |
| 2019    | Jocs Panamericans         | 2      | 1      | 1      | 3      | 2      | 4      |
| 2019    | Mundial                   | 7      | 4      |        |        | WD     |        |
| 2020    | Elite Canada              |        |        |        | 1      | 4      |        |
| 2020    | American Cup              |        | 5      |        |        |        |        |
| 2021    | Elite Canada              |        | 1      |        | 2      | 1      | 2      |
| 2021    | Technical Trial #1        |        | 1      |        |        |        |        |
| 2021    | Technical Trial #2        |        | 1      |        |        |        |        |
| 2021    | Campionat canadenc        |        | 1      | 2      | 2      | 1      | 2      |
| 2021    | Jocs Olímpics             |        | WD     | R3     |        | 4      |        |
| 2022    | Trofeu Ciutat de Jesolo   | 3      | 15     | 3      |        | 6      |        |
| 2022    | Paris Challenge Cup       |        |        |        | 4      | 3      |        |
| 2022    | Mundial                   | 3      | 5      | 4      |        | 2      |        |
| 2023    |                           |        |        |        |        |        |        |
| Mundial | 12                        | 16     | 5      | 8      |        |        |        |
| 2024    | International Gymnix      | 1      | 1      |        | 1      | 3      | 1      |
| 2024    | Trofeu Ciutat de Jesolo   | 4      | 1      |        | 8      | 7      | 8      |
| 2024    | Campionat canadenc        |        | 1      |        | 1      | 3      | 1      |
| 2024    | Jocs Olímpics             | 5      | 6      | 6      |        |        | R3     |